# DDR – Das sind wir
DDR – Das sind wir ist der Titel einer achtteiligen Dokumentarfilmserie des DEFA-Studios für populärwissenschaftliche Filme. Die Filme beschreiben die Leistungsfähigkeit der DDR-Bürger und ihrer Wirtschaft, sowie ihre Bedeutung für die Entwicklung der Gesellschaft, unter dem Einfluss des staatlich gelenkten Sozialismus, anhand exemplarischer Beispiele aus dem Alltag. Der Duktus liegt auf einer staatlich-offiziellen bzw. binnensichtlichen Betrachtung. Die vom DDR-Dogmatismus geprägten Kommentare vermitteln ein positives Bild von der DDR, etwa in der Art eines Imagefilms. Jeder Kurzfilm behandelt drei bis vier Einzelthemen.

## Gesellschaftlicher Kontext der Filmproduktion
Die Filme entstanden ab 1968, als sich die DDR einerseits mit dem Lückenschluss an der Innerdeutschen Grenze (Berliner Mauer, 1961) bereits eingemauert hatte, um unzufriedene Bürger an der Flucht in den Westen zu hindern, andererseits aber noch die Aufbruchstimmung der Nachkriegszeit bestand. Die stufenweisen Wirtschaftsreformen zwischen 1963 und 1970 sollten diese Entwicklung festigen.

## Inhalt
Schwerpunkte der behandelten Themen sind die Darstellung der Wirtschaftsleistung der DDR-Betriebe, ihrer Forschung und der Automatisierung in der Produktion, sowie die internationalen Beziehungen sowohl zum sozialistischen Ausland („unsere Freunde“) als auch zum kapitalistischen Westen, den „anderen, die sich durchaus noch nicht über den sozialistischen Staat freuen“ (Folge 1). So gehe es beim Export in die Vereinigte Arabische Republik nicht nur um das Exportgeschäft mit Maschinen, sondern auch um die Verteilung des Wohlstands in einer selbständig gewordenen Gesellschaft, die sich die Bedingungen für den Baumwollexport nicht mehr diktieren lasse, sondern mit den Maschinen aus der DDR in die Produktion einsteigen könne (Folge 2). Stolz ist man insbesondere auf die Forschung und die Automatisierung von Produktionsprozessen (Folgen 3 und 4) und den Anlagenbau (Folge 6) in der Chemischen Industrie. Landwirtschaft und Fischerei werden mit der Darstellung der Baumwollproduktion im Ausland (Folge 2), der Hochseefischerei (Folge 4) und der Kultivierung von Ödland (Folge 8) dargestellt.
Beschrieben werden deutsche Meister wie Johann Wolfgang von Goethe und Bertolt Brecht (Folgen 1 und 3) und die Möglichkeit, sich mit Hilfe seines Betriebs im Bereich der Volkskunst zu entwickeln. So sei im Sozialismus der arbeitende Mensch zum wichtigsten Kunstgegenstand geworden, einst unter den gesellschaftlichen Umständen leidend und unterdrückt, heute „der selbstbewusst gewordene, schöpferische Mensch“. Am Beispiel des Baufacharbeiters Willi Streicher wird aufgezeigt, wie Betriebe ihre Angestellten in ihrer künstlerischen Entwicklung unterstützen. In Streichers künstlerischem Werk manifestiere sich „die Kraft und das Lebensgefühl eines sozialistischen Menschen“(Folge 5).
Die Restaurierung und Bewahrung historischer Bausubstanz als auch von Zeugen menschlichen Erfindergeistes wird an drei Beispielen verdeutlicht (Folge 2): Aus Freiberg werden Zeugnisse für eine frühe Mechanisierung in Ackerbau und Bergbau gezeigt, während hier wie auch in Quedlinburg die Armenviertel den Bauten der Reichen gegenübergestellt werden. Quedlinburg, die einst die Metropole eines frühen deutschen Staates gewesen sei, habe seine mittelalterliche Idylle mit kleinbürgerlicher Enge schwer bezahlt. Stralsund stehe für eine glücklichere Entwicklung als historisch weltoffenes Handelszentrum zwischen Ost und West und „eine wehrhafte, weltoffene Unabhängigkeit“. In Anlehnung an ein Brecht-Zitat („Die Geschichte macht vielleicht einen reinen Tisch, aber sie scheut den leeren“) wird Denkmalpflege als historische Grundlage für den Blick auf die Zukunft dargestellt. Dass die DDR oft dem Neubau den Vorzug gab gegenüber dem Erhalt von Armenvierteln und Zeugnissen feudaler bzw. bürgerlicher Prunkbauten und Sakralbauten, wird nur indirekt anhand von Alexanderplatz und Fernsehturm in Berlin thematisiert. Hier habe es die sozialistische Gesellschaft ermöglicht, „frei von jeglicher Spekulation zu planen, … weiträumige Bauensemble zu schaffen“ und beim Wohnungsbau und der Lösung von Verkehrsproblemen künftige Entwicklungen zu berücksichtigen (Folge 5).
Auch Karl-Marx-Stadt, ehemals „sächsisches Manchester“ oder „Ruß-Chemnitz“ genannt, sei nach sozialistischen Gesichtspunkten neu aufgebaut worden. Mit der „Kraft der Arbeiter, die dieser Stadt von jeher ihren Charakter gaben“, sei neben der Produktion von Textilmaschinen und Drucker-, Buchungs- und Rechenanlagen ebenso ein „Klein-Paris“ entstanden (Folge 7), das bis über das Ende der DDR hinaus das Stadtbild und die Geschichte der Stadt geprägt hat. Das Neue Palais in Potsdam-Sanssouci (Folge 7) und die kurfürstliche Sommerresidenz Bad Lauchstädt (Folge 8) sind Beispiele dafür, wie die feudale Pracht vergangener Zeiten den Bürgern verfügbar gemacht wird. Kuranlagen, Pavillons, Gärten, Ballett und Theater sollen im Arbeiter- und Bauernstaat jedermann zur Verfügung stehen. Die Herstellung des Meißener Porzellans wird als Beispiel genannt, wie kostbare Luxuswaren erst durch die Automatisierung für jedermann verfügbar werden. (Folge 7)
Im Gesundheitswesen muss man als Folge des wachsenden Wohlstands die Entwicklung von Zivilisationskrankheiten eingestehen. Am Beispiel von Diabetes wird gezeigt, dass einerseits die Rückbesinnung auf eine gesunde Lebensführung wichtig ist, andererseits wird die Forschung im Gesundheitswesen behandelt. So habe die DDR mit Reihenuntersuchungen auf Betriebsebene und neuen Behandlungsmethoden mit Tabletten und Spritzen Möglichkeiten geschaffen, um den Folgen der Diabetes wirksamer zu begegnen und eine bessere Lebensqualität zu schaffen, als dies früher möglich gewesen sei (Folge 6). Die Forschung und die Produktionsmöglichkeiten der Pharmaindustrie (Folge 8) ermöglichen die Herstellung von rund 3000 Präparaten in der DDR ohne „private Geschäftemacherei“.
Die einzelnen Folgen und ihre Themen
1. Darstellung der Leipziger Messe und internationaler Geschäftsbeziehungen; Modernisierung und Mechanisierung mit Förderanlagen und Großmaschinen im Braunkohle-Tagebau; Buchausstellung in New York, wo 11 Bücher aus der DDR zu den „schönsten Büchern der Welt“ kreiert worden seien; Vorstellung des Rostocker Überseehafens und der DDR-Handelsmarine. (355 m, 13 min, Erstaufführung: 23. Juni 1967)
2. Beziehungen der DDR zur VAR und Maschinenexport zum Textilkombinat in Schibin al-Kaum; Entwicklungshilfe in Burgas (Rumänien) im Touristenort Nessebar und mit einer Bagger-Mannschaft beim Ausbau des Hafens am Schwarzen Meer; Denkmalpflege in Freiberg, Stralsund und Quedlinburg anhand vorgestellter historischer Häuser und Kunstgegenstände. (250 m, 8 min, Erstaufführung: 28. Juni 1968)
3. Darstellung der Produktion in der chemischen Industrie und der Automatisierung in der Qualitätskontrolle am Beispiel der ORWO-Produkte; Schwermaschinenbau in der DDR mit der Vorstellung von Dieselmotoren verschiedener Größen und Anwendungszwecke; Kinderzeichnungen und Bilder zum 70. Geburtstag von Bertolt Brecht in einer Ausstellung im Berliner Ensemble, mit Texten aus Brechts Werken. (379 m, 14 min, Aufführung: 21. Februar 1969)
4. Flottillenfischerei der DDR-Hochseefischerei mit der Darstellung der Arbeit auf den Transport- und Arbeitsschiffen; Leipziger Buchmesse mit einem Überblick über die DDR-Verlage; Produktion von Synthesekautschuk in Schkopau mit Darstellung Chemischer Prozesse, Tests und Nutzanwendungen des DDR-Kautschuks. (331 m, 13 min, Erstaufführung: 5. September 1969)
5. Vorstellung von Produkten aus der Zementindustrie und ihrer weltweiten Verwendung, sowie Export von Zement-Produktionsanlagen; Darstellung der Entwicklungsmöglichkeiten von Volkskünstlern, die von ihren Produktionsbetrieben gefördert werden; Berlin 1968 und ihre Entwicklung zu einer sozialistischen Hauptstadt. (278 m, 10 min, als einzige Folge mit Altersfreigabe ab 6 Jahren, Erstaufführung: 17. Oktober 1969)
6. Berichte über den Chemieanlagenbau, er habe der DDR einen Weltrang bei der Pro-Kopf-Produktion chemischer Produkte ermöglicht; Projektierung und Konstruktion von Kaltwalzanlagen im Schwermaschinenbau, auf dessen Grundlage neue und moderne Fertigungstechnologien und Bearbeitungsmaschinen entstehen; Darstellung des Kampfs gegen Diabetes in der DDR und ihrer kontrollierten Gegenmaßnahmen. (319 m, 12 min, Erstaufführung: 7. November 1969)
7. Wiedereröffnung des restaurierten Neuen Palais in Potsdam-Sanssouci mit dem Ballett Petruschka von Igor Strawinsky; fast vollautomatische Herstellung von Meißner Gebrauchsporzellan; Wiederaufbau von Karl-Marx-Stadt und dessen Wandel mit modernen Bauten, zentralen Plätzen und Wohnanlagen, daneben Vorstellung ansässiger Betriebe, die Textil- und Buchungsmaschinen herstellen. (382 m, 14 min, Erstaufführung: 8. Mai 1970)
8. Arzneimittelindustrie der DDR mit Darstellung der Forschung, Entwicklung, Massenproduktion und Qualitätskontrollen; Kultivierung von Ödland und Sumpfgebieten zur Grünfuttergewinnung mit Darstellung der Produktionsabläufe für Kraftfutter; Restaurierung und Wiederaufbau der verfallenen kurfürstlichen Sommerresidenz Bad Lauchstädt. (426 m, 16 min, Uraufführung: als einzige Folge in der Bundesrepublik Deutschland 23. Juli 1971)

## Produktion und Veröffentlichung
Die Filme wurden durchgehend in Farbe gedreht. Regisseur, Drehbuchautor und Kameraleute wechselten bei fast jeder Folge. Sprecher war Otto Mellies. Die einzelnen Teile sind nach Fertigstellung jeweils auf 35-mm-Film von Orwocolor beim  VEB Progress Film-Vertrieb erschienen. Nach der Wende wurden sie vom Bundesarchiv zugänglich gemacht. Am 21. Februar 2011 veröffentlichte Icestorm Entertainment eine DVD mit allen acht Teilen. Der Film wird gelegentlich im Programmkino gezeigt, z. B. im Zeughauskino des Deutschen Historischen Museums.

## Rezeption
Die Serie und ihr Titel, der den Stolz auf den Wiederaufbau des Landes zum 25-jährigen Staatsjubiläum zum Ausdruck brachte, wurde von der FDJ propagandistisch aufgegriffen. So gab das Landwirtschaftsministerium 1974 einen ähnlichen Film in Auftrag, der die Arbeit der (FDJ)-Jugend in der Landwirtschaft mit Bezugnahme auf die Beschlüsse des 8. Parteitag der SED porträtierte. Das Motto der Serie „DDR – Das sind wir“ wurde u. a. 1985 erneut für einen Literaturwettbewerb von FDJ und Stimme der DDR gewählt und auf Plakaten und Spruchbändern ein Wir-Gefühl vermittelt.
Teilweise wird die Dokumentation, wie beispielsweise das gesellschaftliche Mensch-Tier-Verhältnis als Nebenaspekt des Films, als Sekundärquelle zur Analyse der DDR-Gesellschaft herangezogen.